# Basilio Besarión
Basilio Besarión o Bessarión de Nicea (griego: Βασίλειος Βησσαρίων; Trebisonda, 2 de enero de 1403-Rávena, 18 de noviembre de 1472) fue un clérigo y erudito bizantino, arzobispo de Nicea, Patriarca latino de Constantinopla y cardenal de la Iglesia católica. Participó en los concilios de Ferrara y Florencia defendiendo la Unión de las Iglesias ortodoxa y católica.
Realizó traducciones de las obras de Aristóteles y Teofrasto, y defendió la no contradicción entre las filosofías aristotélica y platónica.

## Vida
Nacido con el nombre de Basilio, su año de nacimiento ha variado entre 1389, 1395 y 1403. Educado en Constantinopla, en 1423 se trasladó a Mistra, en Morea, para acudir a las clases de Jorge Gemisto Pletón. Frente a acusaciones del aristotélico Jorge de Trebisonda que presentaba a Platón como incompatible con el cristianismo, como de vida descuidada y como poco sabio, escribió en su defensa In calumniatorem Platonis, sin atacar la figura de Aristóteles, a quien mostró un gran respeto, pero defendiendo a Platón y mostrando por él su predilección. 
En 1423 también entró en la Orden de San Basilio adoptando el nombre monástico de Besarión (un antiguo anacoreta egipcio). Ordenado presbítero en 1431, ya en 1436 fue nombrado abad de un monasterio basiliano, y al año siguiente el emperador Juan VIII Paleólogo le nombró arzobispo de Nicea. Acompañó al emperador a Italia en su intento de reunir a las iglesias ortodoxa y católica y poner fin al Cisma de 1054. Entre 1438 y 1439 participó en el Concilio de Basilea, para esa época fue trasladado a Ferrara y luego a Florencia. Besarión apoyó la unión y ganó el favor del Papa Eugenio IV, que lo creó cardenal en el consistorio del 18 de diciembre de 1439 con título de los Santos XII Apóstoles. Fue redactor, junto a Ambrosio Traversario, del decreto de Florencia y Ferrara por el que se establecía el fin del cisma.
Participó en el cónclave de 1447 en el que fue elegido papa Nicolás V, desempeñó el arzobispado de Siponto entre 1447-49, fue sucesivamente cardenal de las sedes suburbicanas de Sabina (1449) y Frascati (1449) y ofició como legado pontificio en Bolonia entre 1450-55 durante la signoria de Sante Bentivoglio.  
En el cónclave de 1455, a la muerte de Nicolás V, estuvo a punto de ser elegido papa (solo le faltaron dos votos), pero su candidatura fue boicoteada debido a su origen ortodoxo, y no resultó elegido.
Fue administrador apostólico de la diócesis de Pamplona (1458–1462), encargándose de la gestión su vicario general Juan de Michaelis.  En 1463 fue nombrado patriarca de la Iglesia Católica en Constantinopla por el papa Pío II, sucediendo al anterior patriarca, Isidoro de Kiev (1458–1462), ya fallecido. Desde 1456 fue archimandrita del monasterio de San Salvador en Mesina y en 1467 otorgó al helenista neoplatónico Constantino Lascaris la cátedra de griego de la ciudad siciliana.  Durante los años 1441 y 1467 ejerció como Camarlengo del Colegio Cardenalicio.

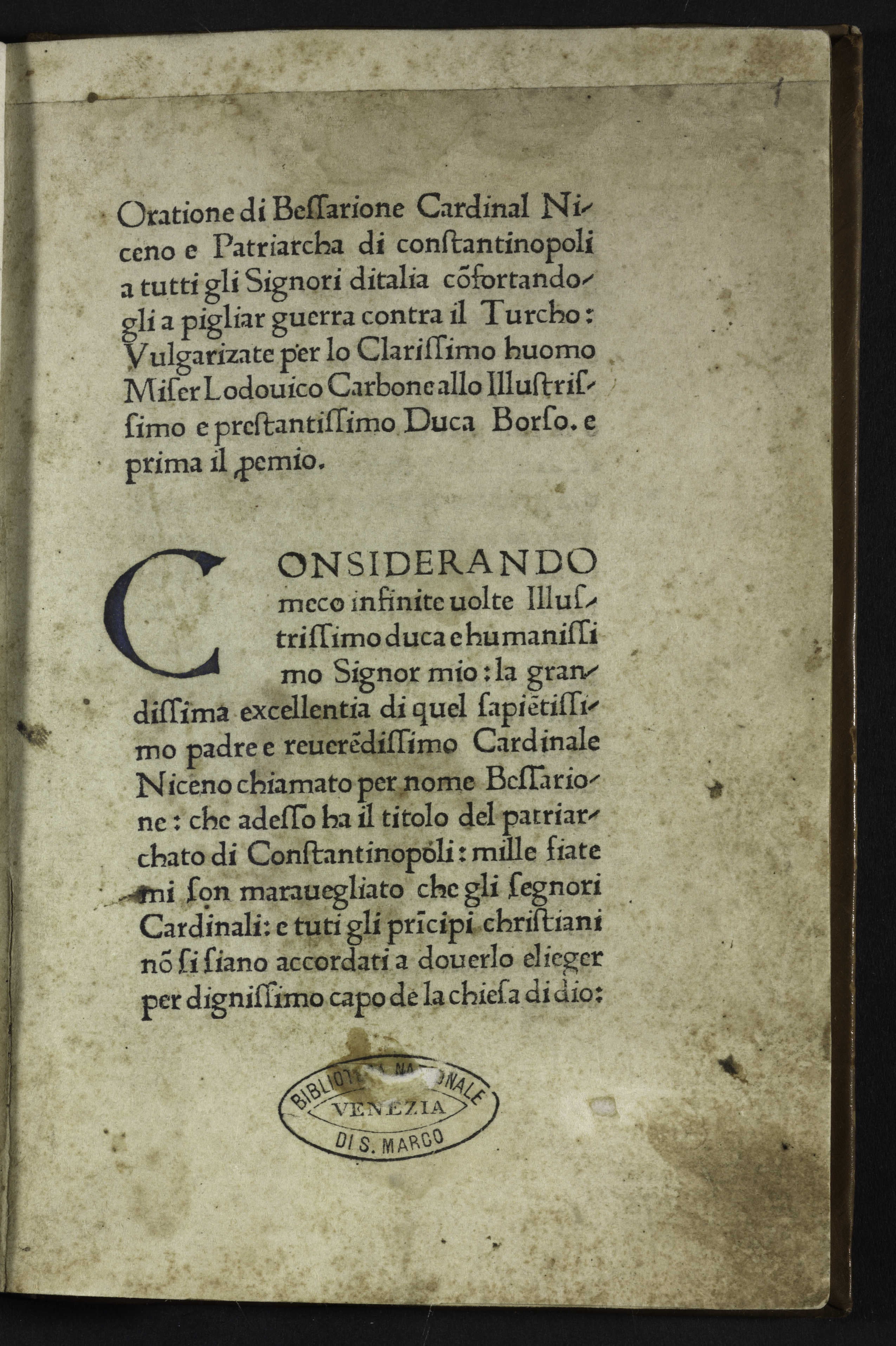
Epistolae et orationes, 1471.

Besarión tuvo una de las bibliotecas más grandes de su época: cerca de 600 códices griegos y latinos valorados en 30.000 escudos, que en 1468 donó a la República de Venecia. Actualmente los manuscritos de Besarión forman uno de los legados más importantes de la Biblioteca Marciana en Venecia. 
Sus trabajos para frenar el empuje del Imperio Otomano en Europa estuvieron siempre muy relacionados con la estrategia militar y diplomática en los reinos europeos del centro y oeste de Europa, del cardenal Juan de Carvajal.
En 1472, a pesar de su edad y de su mala salud, es enviado por el papa Sixto IV a Luis XI de Francia para defender la causa de una cruzada por la liberación de Constantinopla. En el viaje de regreso, debido a las penurias, sus condiciones empeoraron y murió en Rávena, en casa de Antonio Dandolo, su amigo veneciano y alcalde del lugar.

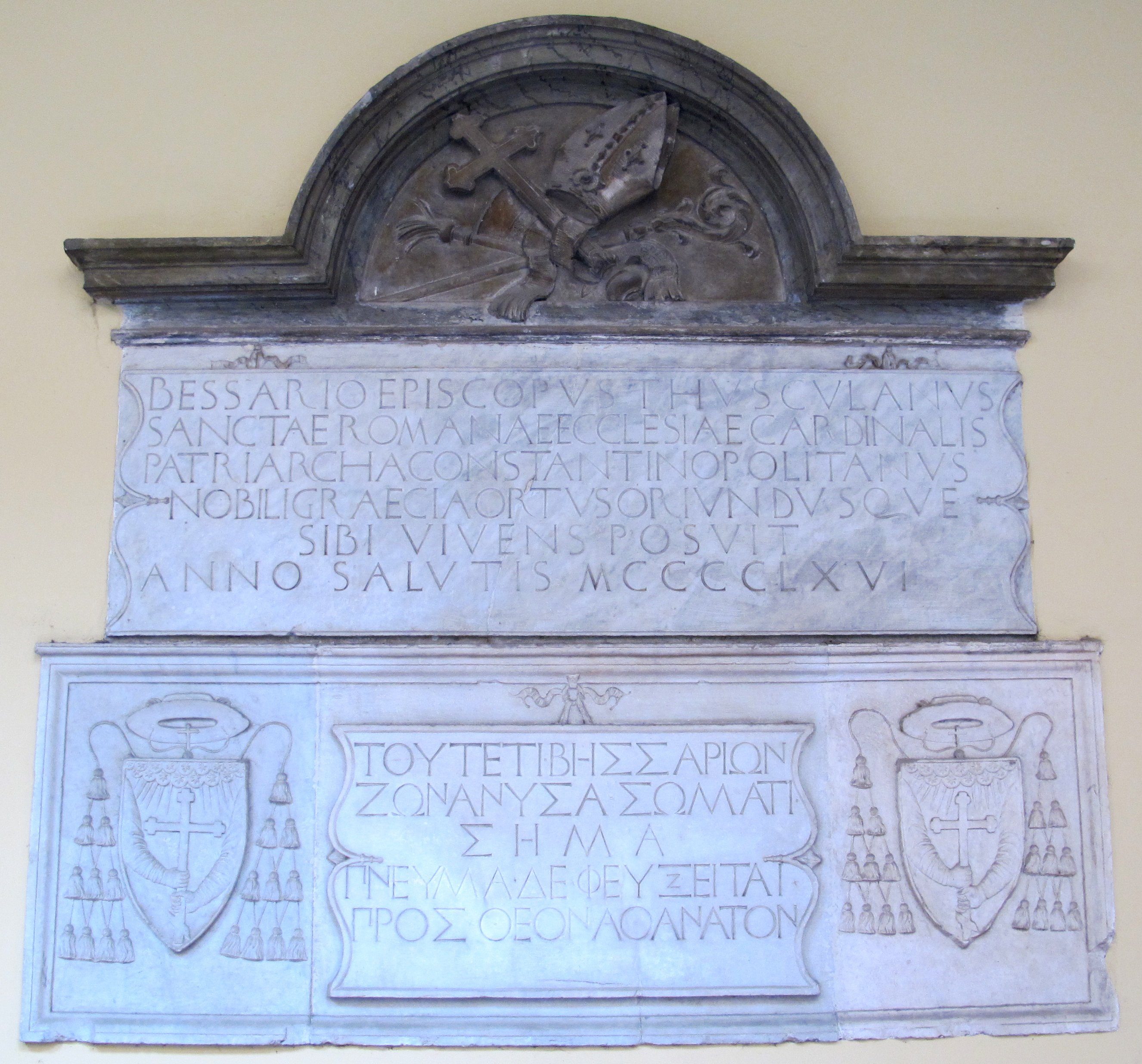
Su monumento fúnebre en la basílica de los SS. Apóstoles.

Su cuerpo, trasladado a Roma el 3 de diciembre del mismo año, fue enterrado en la Capilla Bessarion de la Basílica de los Santos Apóstoles.

## Reconocimientos
- El cráter lunar Bessarion lleva este nombre en su memoria.[12]